# Josep Matheu i Ferrer
Josep Matheu i Ferrer   (Barcelona, 10 d'abril de 1885 - Barcelona, 16 de desembre de 1966) fou un advocat, comerciant i polític català.

## Biografia
Va néixer al carrer de Simó Oller de Barcelona, fill de Josep Matheu i Mercader, natural de Roda de Berà, i de Bonaventura Ferrer i Catasús, nascuda a Sitges.
Es dedicava al comerç de vins i fou gendre de Pere Guerau Maristany i Oliver, primer comte de Lavern.
Fou elegit diputat del Partit Liberal Fusionista pel districte de Cervera a les eleccions generals espanyoles de 1910, 1914, 1916 i 1918, per després ser novament elegit a les eleccions generals espanyoles de 1923, aquesta vegada dins les files de la Lliga Regionalista.
Al llarg de la seva carrera política fou Senador del Regne, Diputat a les Corts Espanyoles, regidor de l'Ajuntament de Barcelona i Governador Civil de Girona.
Es va casar amb Rosa Maristany i Maristany (†1928), filla del polític i industrial Pere Guerau Maristany i Oliver. Josep Matheu i Rosa Maristany van tenir dotze fills.